# (2837) Griboedov
(2837) Griboedov est un astéroïde de la ceinture principale.

## Description
(2837) Griboedov est un astéroïde de la ceinture principale. Il fut découvert le 13 octobre 1971 à Nauchnyj par Lioudmila Tchernykh et appelé en hommage d'Alexandre Griboïedov, auteur dramatique, compositeur et diplomate russe. 
Il présente une orbite caractérisée par un demi-grand axe de 2,90 UA, une excentricité de 0,06 et une inclinaison de 2,9° par rapport à l'écliptique.

## Compléments